# 千葉県立船橋古和釜高等学校
千葉県立船橋古和釜高等学校（ちばけんりつ ふなばしこわがまこうとうがっこう）は、千葉県船橋市古和釜町に所在する公立の高等学校。通称は「古和高」（こわこう）である。

## 設置学科
- 普通科（地域連携アクティブスクール）

## 概要
柔道部・弓道部の活躍がめざましい。野球専用グラウンドがある。船橋市内の他、習志野・八千代・千葉方面からの入学希望者が多い。
校舎は駒込川に面した高台にあり、校章にも表現されている。周囲に斜面林が広がっているため校舎・校庭からの景観が良い。周辺の宅地化が進んでいる。

## 沿革
- 1980年（昭和55年）4月 - 創立

## 交通

### 最寄り駅から
東葉高速線
- 船橋日大前駅⇒徒歩で約19分

京成松戸線　　
- 高根木戸駅　⇒バスで約10分・徒歩で約28分
- 北習志野駅　⇒バスで約15分

### その他
- 自転車通学の生徒が比較的多い

## 著名な出身者
- 敷島勝盛 - 大相撲力士
- 佐藤勇人 - サッカー選手
- 弓岡真美 - 元タレント
- 土井谷誠一・須藤祥 - YouTuberチーム『だいにぐるーぷ』メンバー、須藤は中退

## 周辺の公共施設

### 公民館
- 松が丘公民館
- 海老が作公民館

### スポーツ施設
- 船橋市総合体育館（船橋アリーナ）
- 大穴運動場
- 古和釜町運動広場